# Comté de Lincoln (Mississippi)
Pour les articles homonymes, voir Comté de Lincoln.
Le comté de Lincoln est situé dans l’État du Mississippi, aux États-Unis. Il comptait 33 166 habitants en 2000. Son siège est Brookhaven.